# Pernus
Pernus (Kippenhan) – polski herb szlachecki z nobilitacji.

## Opis herbu
W polu błękitnym, na skosie srebrnym, trzy gruszki czerwono złote, każda z dwoma listkami zielonymi, gałązką w dół.
Klejnot – głowa kogucia srebrna, z czerwonym grzebieniem i podgardlem oraz dziobem złotym.
Labry błękitne, podbite srebrem.
Józef Szymański podaje wersję opisu według Wdowiszewskiego, gdzie gruszki są całe złote, zaś listki dwudzielne – czerwono-złote.

## Najwcześniejsze wzmianki
W 1587 roku: …gdy interregnum po śmierci Stefana Batorego króla nastąpiło, a Maxymilian Xiążę Austryacki od niektórych, pod elekcyą niezgodną, na tron Polski forytowany, chciał miasto Kraków ubiec, Pernus nie tylko że mężny mu dał odpór, ale też wpadających Niemców w bramę mieyską, mężnie y fortunnie odpędził, nieustraszony groźbami, nie zkorumpowany bogatemi obietnicami przy Zygmuncie III dostawał, w nadgrodę odwagi swoiey wzwyż pomieniony przywiley (1589) od tego króla odebrał…
15 kwietnia 1589 na zamku królewskim w Krakowie nastąpiła polska nobilitacja Pawła Pernusa, wójta sądu wyższego prawa magdeburskiego. Herb wywodzi się z mieszczańskiego gmerka Pernusów.

## Herbowni
Pernus, Perskowd, Pętkowski, Spira, Spyrn, Spytecki, Szpyrkowicz.
Od XVII wieku obecni na Kresach (pierwsze dobra na wschód od Mołdawii), od początku XIX wieku apteki we Włodawie i w Łukowie.